# Metaemene niasica
Metaemene niasica är en fjärilsart som beskrevs av Arnold Pagenstecher 1885. Metaemene niasica ingår i släktet Metaemene och familjen nattflyn. Inga underarter finns listade i Catalogue of Life.